# Lucélia Santos
Lucélia Santos, née le 20 mai 1957 à Santo André (Brésil) est une actrice, réalisatrice et productrice de cinéma brésilienne.
Elle doit sa célébrité à son rôle principal dans la série telenovela Isaura, tournée en 1976 et 1977, qui connaît un énorme succès au Brésil et dans le monde.

## Biographie
Maria Lucélia dos Santos est née à Santo André, dans une famille ouvrière. Elle suit sa scolarité primaire et secondaire à l'Instituto Educacional Doutor Américo Brasiliense. Plus tard, elle passe le concours d'entrée en faculté de médecine, comme l'exige son père mais ne réussit pas, déjà complètement engagée dans sa carrière d'actrice.
A l'âge de 14 ans, elle fait ses débuts au théâtre dans la pièce pour enfants Dom Chicote Mula Manca e seu Fiel Companheiro Zé Chupança en remplacement de l'actrice Débora Duarte. Lucélia  Santos remporte tous les prix de la révélation cette année-là. Elle est découverte par Eugênio Kusnet, qui l'invite à suivre un cours de théâtre pendant deux ans avec lui,.
Peu après ce cours, elle participe à une production de la comédie musicale Godspell qui a lieu sous un chapiteau de cirque à Botafogo.
Puis elle tourne Rock Horror Show et, en 1976, elle joue dans la pièce Transe no 18 aux côtés de l'acteur Milton Moraes.
En 1976, elle joue le rôle-titre de la telenovela Isaura, une adaptation du roman de Bernardo Guimarães par Gilberto Braga.
Isaura est vu dans plus de 120 pays et est en tête de la liste des produits les plus vendus de TV Globo. Ce rôle fait de Lucélia Santos une célébrité internationale. A Cuba, où la diffusion provoque la suspension du rationnement énergétique pour que chacun puisse suivre les épisodes, elle est invitée par Fidel Castro lui-même, son admirateur, pour une conversation sur la télévision. En Chine, en 1985, elle reçoit le Golden Eagle Award, le premier décerné à un artiste étranger après la Révolution culturelle, en Russie elle remporte le prix de l'Aigle d'or de la meilleure actrice de l'année, décerné pour la première fois à une étrangère. Elle visite tous les pays où la telenovela est diffusée, accompagnée de Rubens de Falco, toujours reçue par une foule de fans,,.
La même année, elle joue dans « Paranoïa », d'Antônio Calmon, aux côtés de Norma Bengell.
Depuis ce moment, elle enchaîne les rôles, simultanément à la télévision, au théâtre et au cinéma, essentiellement au Brésil. Elle joue par exemple dans les séries télévisées Virgínia (1981) et  Mademoiselle (1986), et les films Kuarup (1989) et Lula, le fils du Brésil (2010).
A Rede Globo, Lucélia Santos joue ensuite, entre autres, dans Locomotivas (1977), FeijãoMaravilha (1979), Água viva (1980), la série Virgínia (Ciranda de pedra, 1981), Guerra dos sexos (1983), Vereda tropical (1984), Mademoiselle (Sinhá Moça, 1986), la deuxième telenovela la plus vendue à l'étranger, diffusée dans 90 pays, la série Malu Mulher (1979), Service de police (1979), Ciranda Cirandinha (1978), Armação illimité (1985), Malhação  (2001) et Aline (2009).
Au cinéma, Nelson Rodrigues lui confie en 1981 des rôles féminins dans trois films consécutifs :  Álbum de família, Bonitinha, mas ordinária et Engraçadinha”, adaptés de ses pièces.
Elle joue  ensuite dans les films Kuarup (1989) et Lula, le fils du Brésil (2010).
Elle réalise aussi des films documentaires comme Timor Lorosae: The Unseen Massacre en 2001 et une minisérie documentaire, O ponto de Mutaçâo da China Hoje sur la Chine, le Tibet, Hong Kong et Macao, en 1997

## Vie privée
Lucélia Santos est mariée au chef d'orchestre John Neschling. Ils ont un enfant, l'acteur Pedro Neschling.

## Distinctions
- 1981 : Trophée Candango (en) du Festival du film de Brasilia de la meilleure actrice pour son rôle dans Engraçadinha [8]
- 1993 : Trophée Candango du Festival du film de Brasilia de la meilleure actrice pour son rôle dans Vagas Para Moças de Fino Trato[9]
- 1982 : Kikito Trophée au Festival du film de Gramado pour son rôle dans Luz del Fuego [10]
- 1985 : Golden Eagle Award de la meilleure actrice en Chine[11]
- 2002 : Prix du public au Festival du film de Recife pour le documentaire Timor Lorosae: The Unseen Massacre (en)[12]
- 2004 : Médaille Jewel of China[3]